# Rinkō Park
Rinkō Park (jap. 臨港パーク) – park w Jokohamie, położony w dzielnicy Nishi na obszarze Minato Mirai 21, z którego roztacza się widok na port w Jokohamie.
Jest to największy park w obszarze Minato Mirai. Linia brzegowa parku ma łagodny łuk, a na jego terenie znajduje się przestronny trawiasty plac, staw pływowy (morski) i most łukowy z widokiem na budynki znajdujące się w Minato Mirai.

## Dzieła sztuki i pomniki
W całym parku można spotkać dzieła sztuki i pomniki np. Drzewo owocowe, rzeźbę zaprojektowaną przez południowokoreańskiego artystę Choi Jeong-Hwa, która jest wystawiana w parku od 2001 roku. Pomnik Przyjaźni między Japonią a Brazylią, zaprojektowany przez rzeźbiarza Yutakę Toyodę, którym jest stalowy most symbolizujący przyjaźń między Japonią a Brazylią, która trwa od ponad 100 lat (podobny most znajduje się w São Paulo skierowany w kierunku Jokohamy). Posąg upamiętniający 100. rocznicę japońskiej imigracji do Peru „Uścisk dłoni Lima-chan”, zainstalowany w 1999 roku, czy kotwica, która jest symbolem parku Rinko i częstym widokiem na całym obszarze portowym Jokohamy.

## Galeria

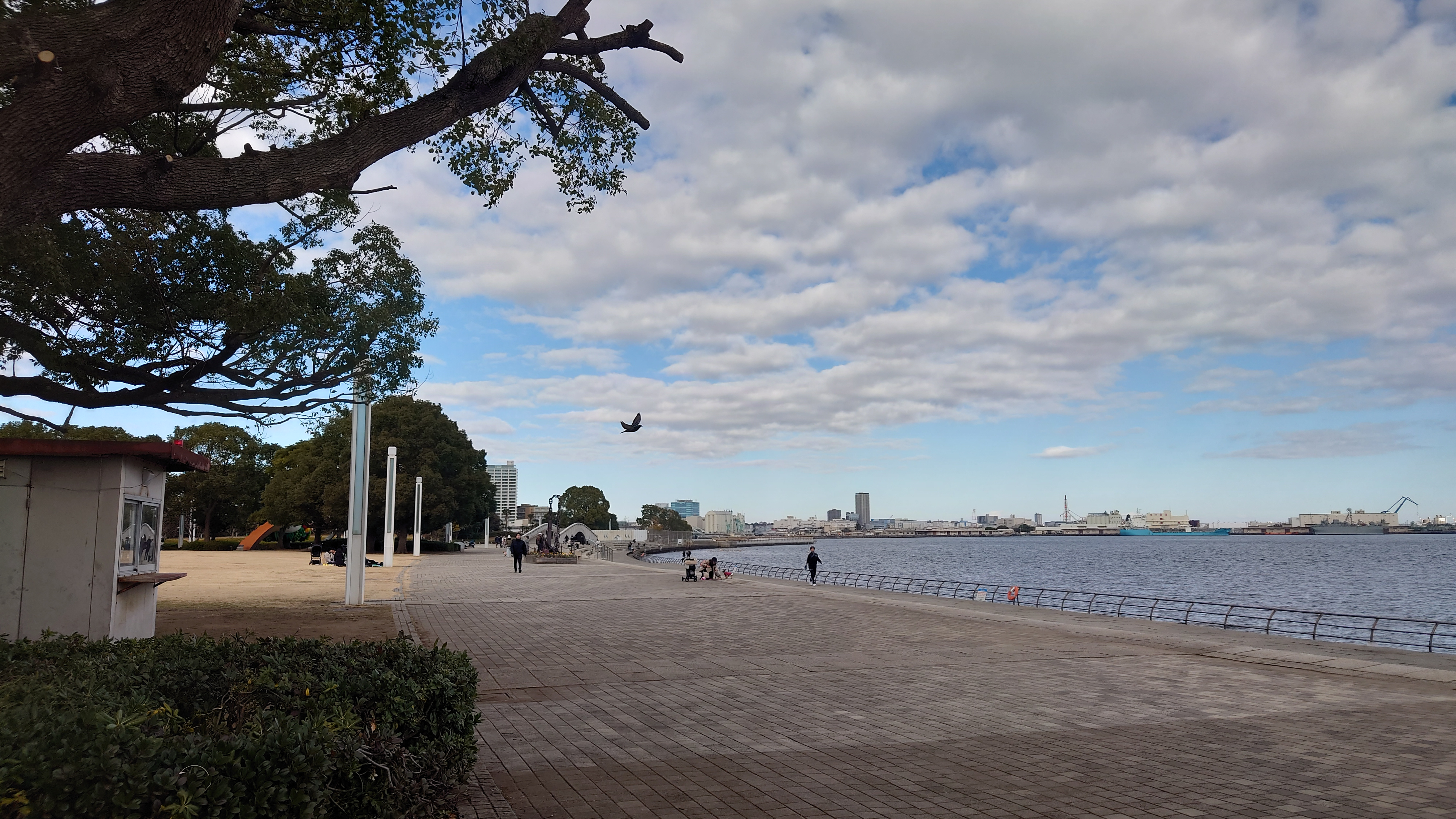
Linia brzegowa parku
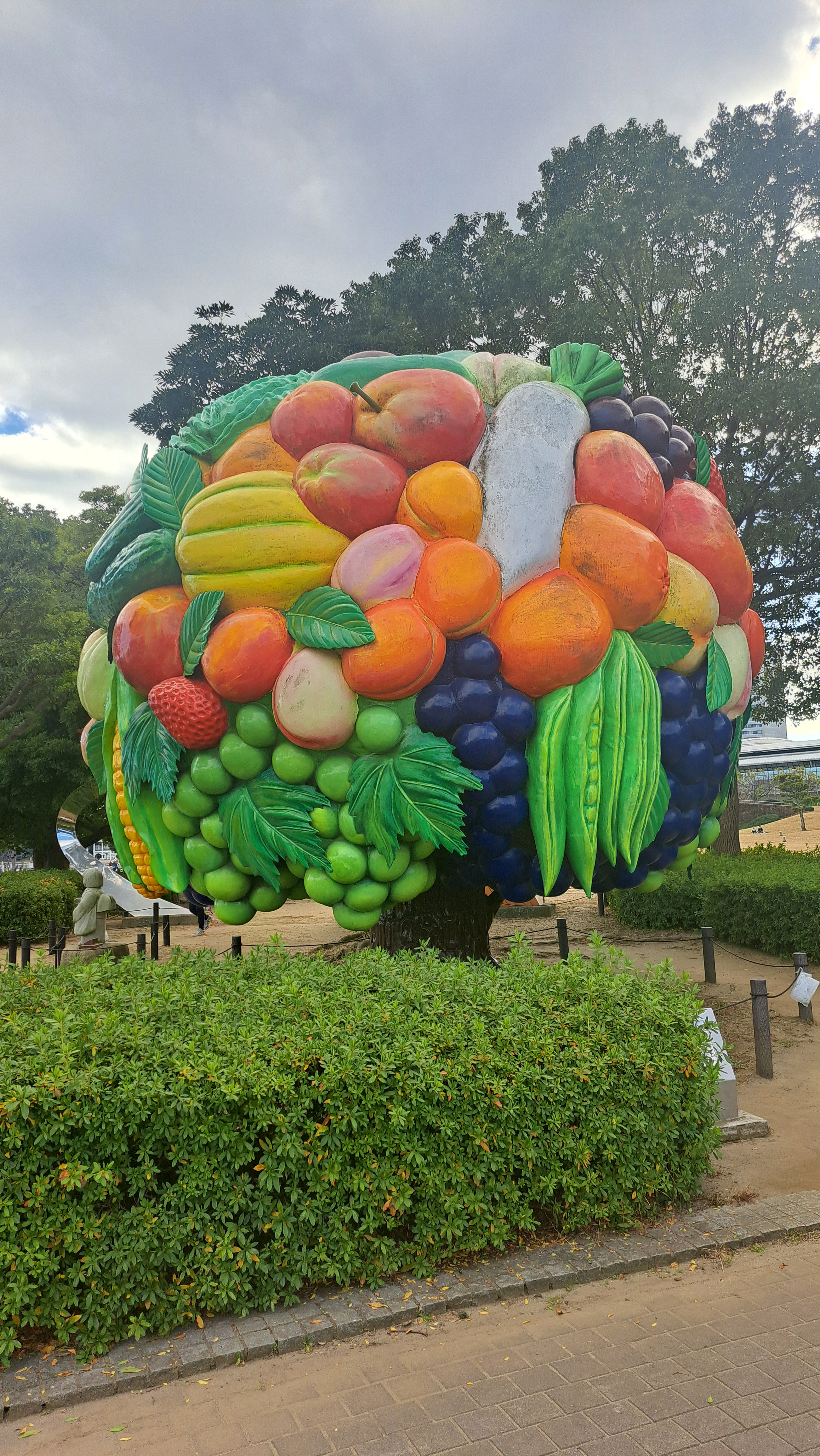
Rzeźba drzewa owocowego
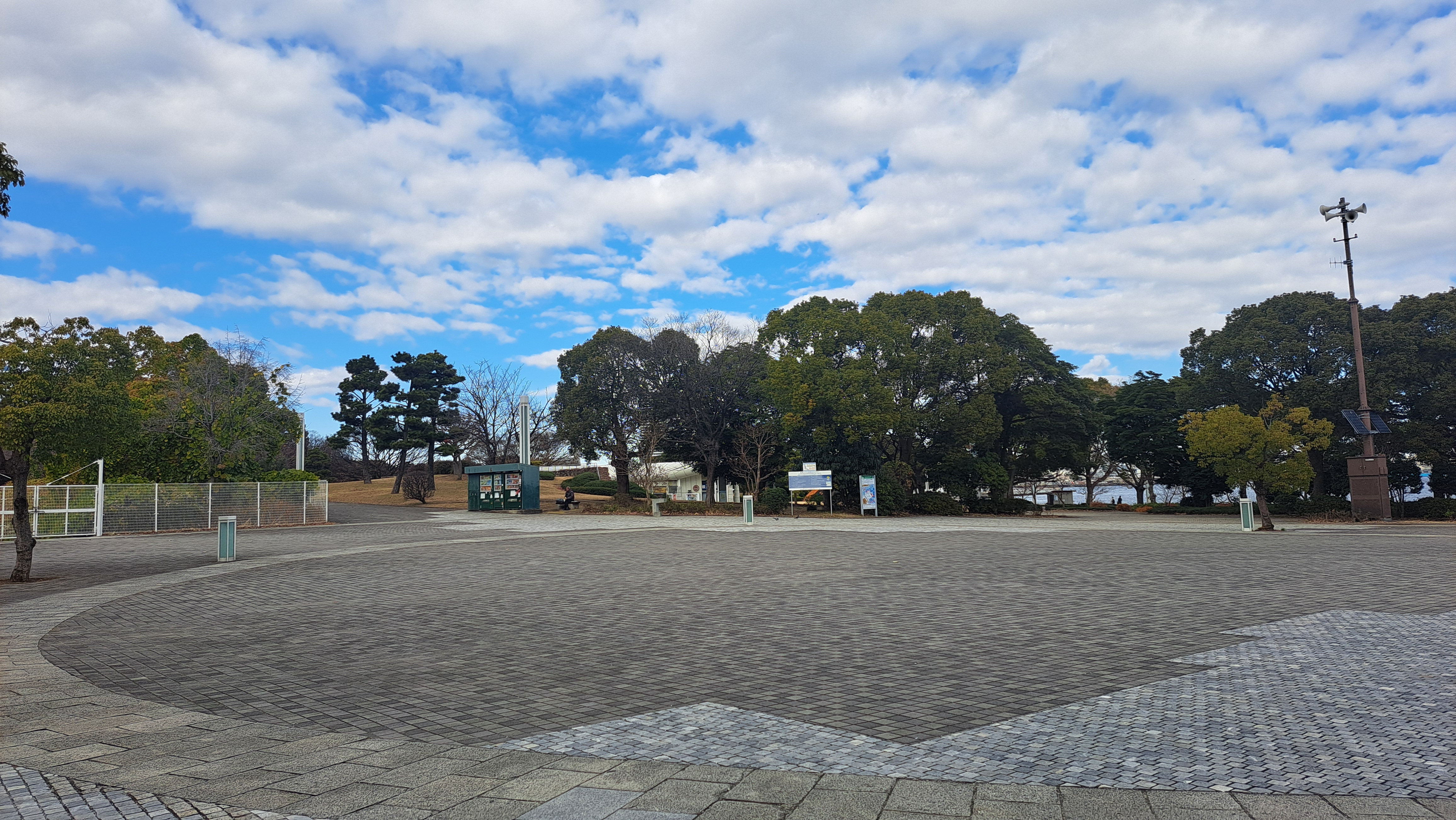
Brukowany plac znajdujący się przy wejściu do parku
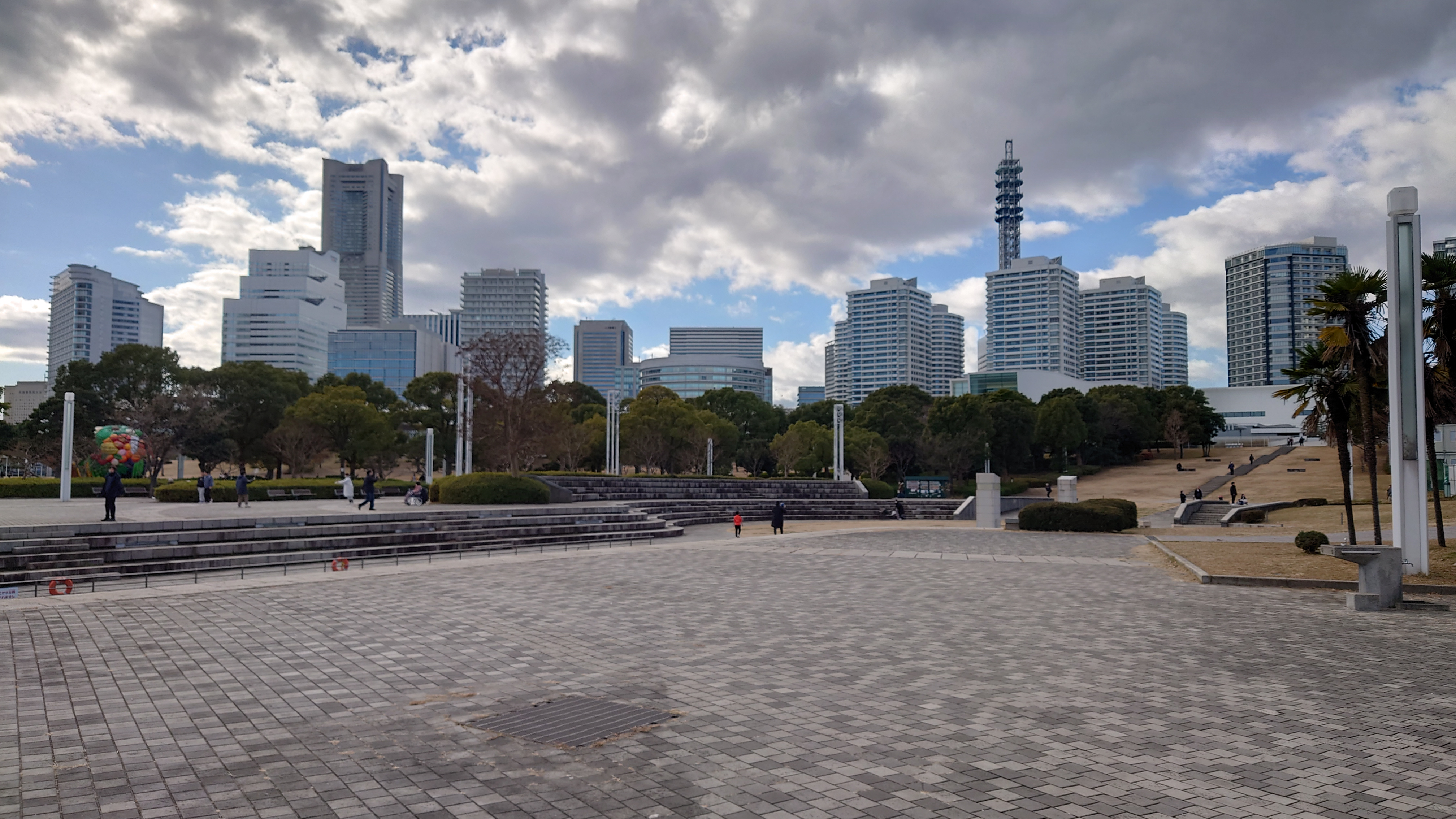
Park na tle budynków Minato Mirai 21
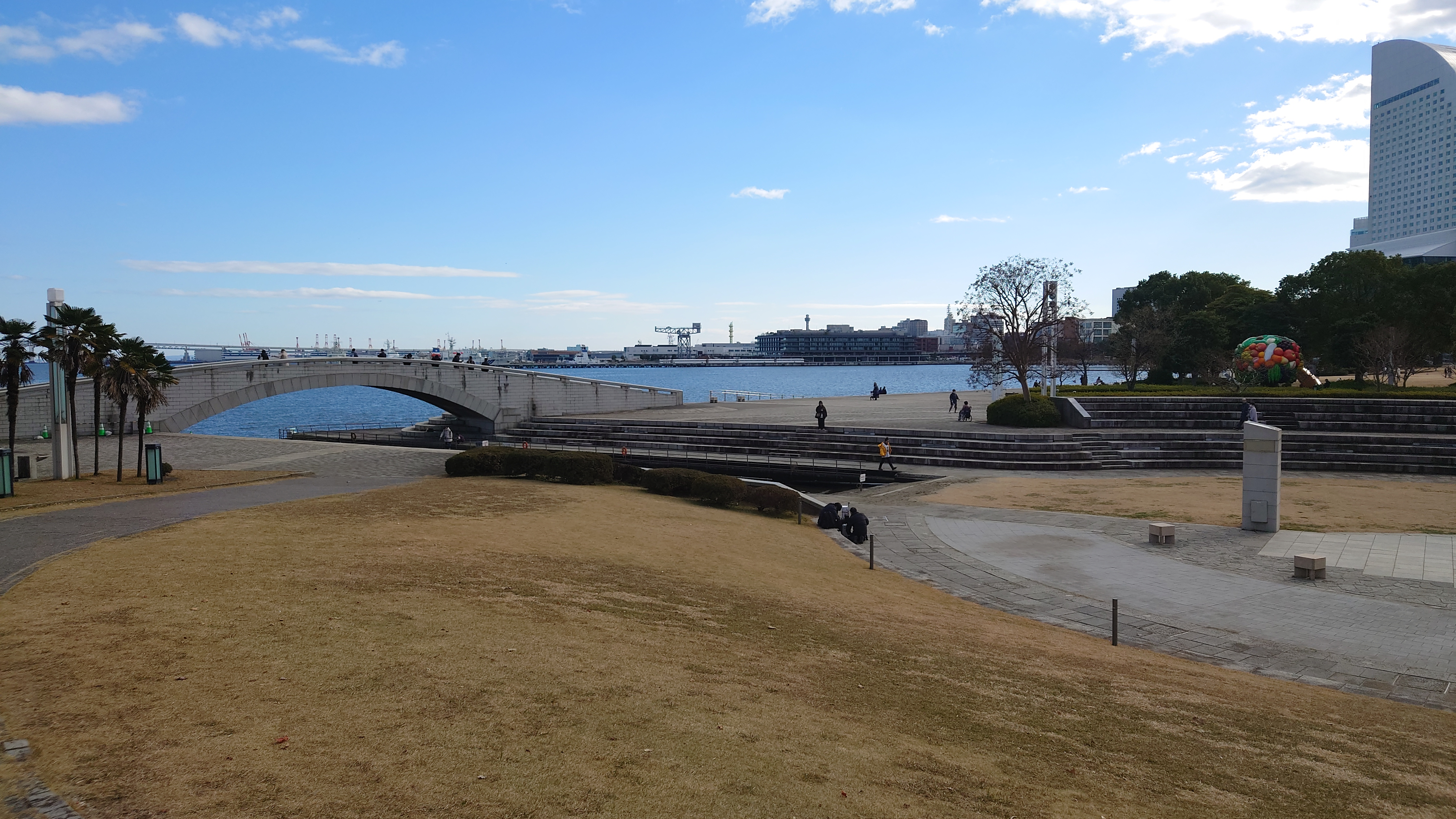
Most łukowy i staw pływowy
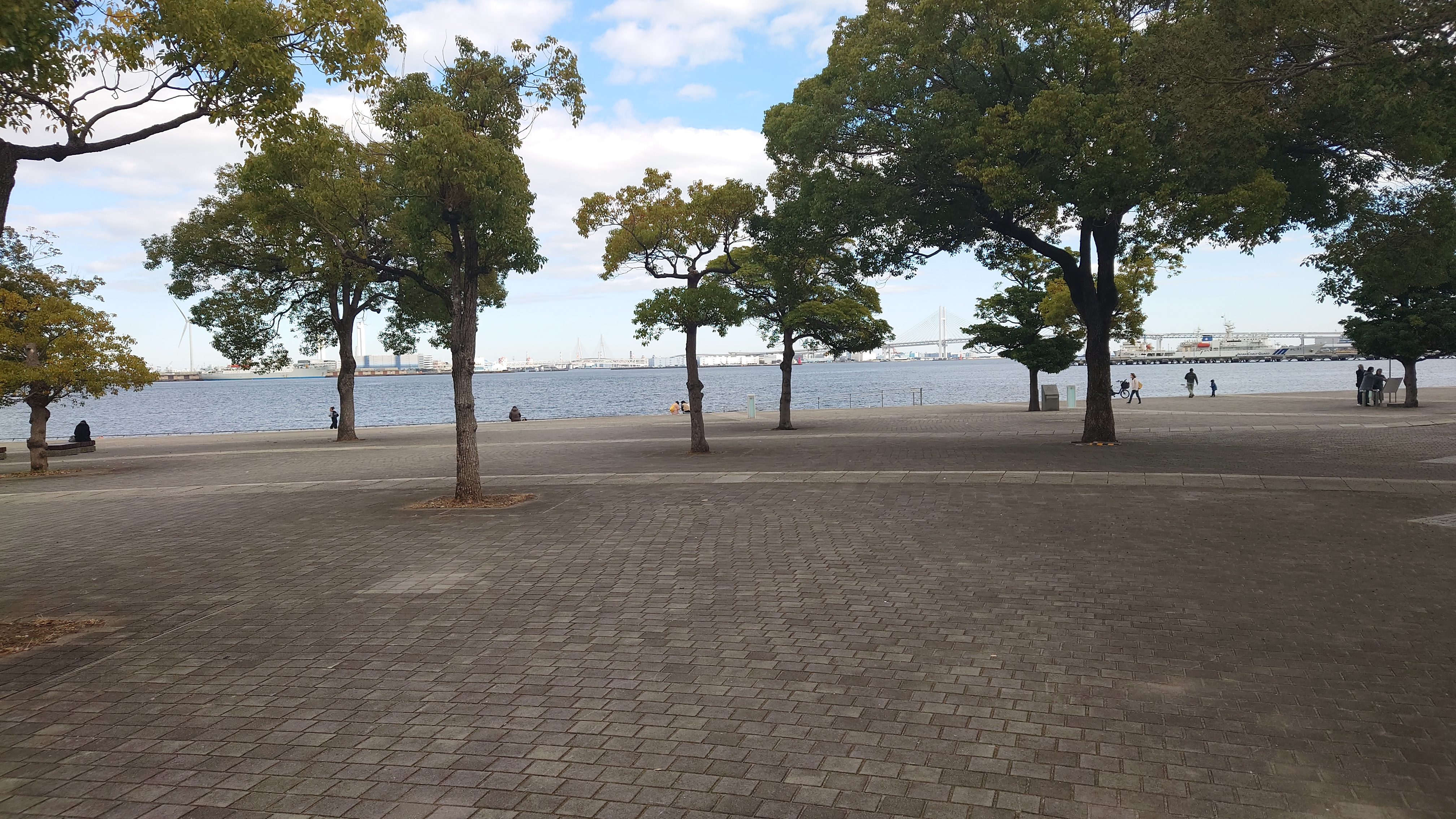
Brukowany plac
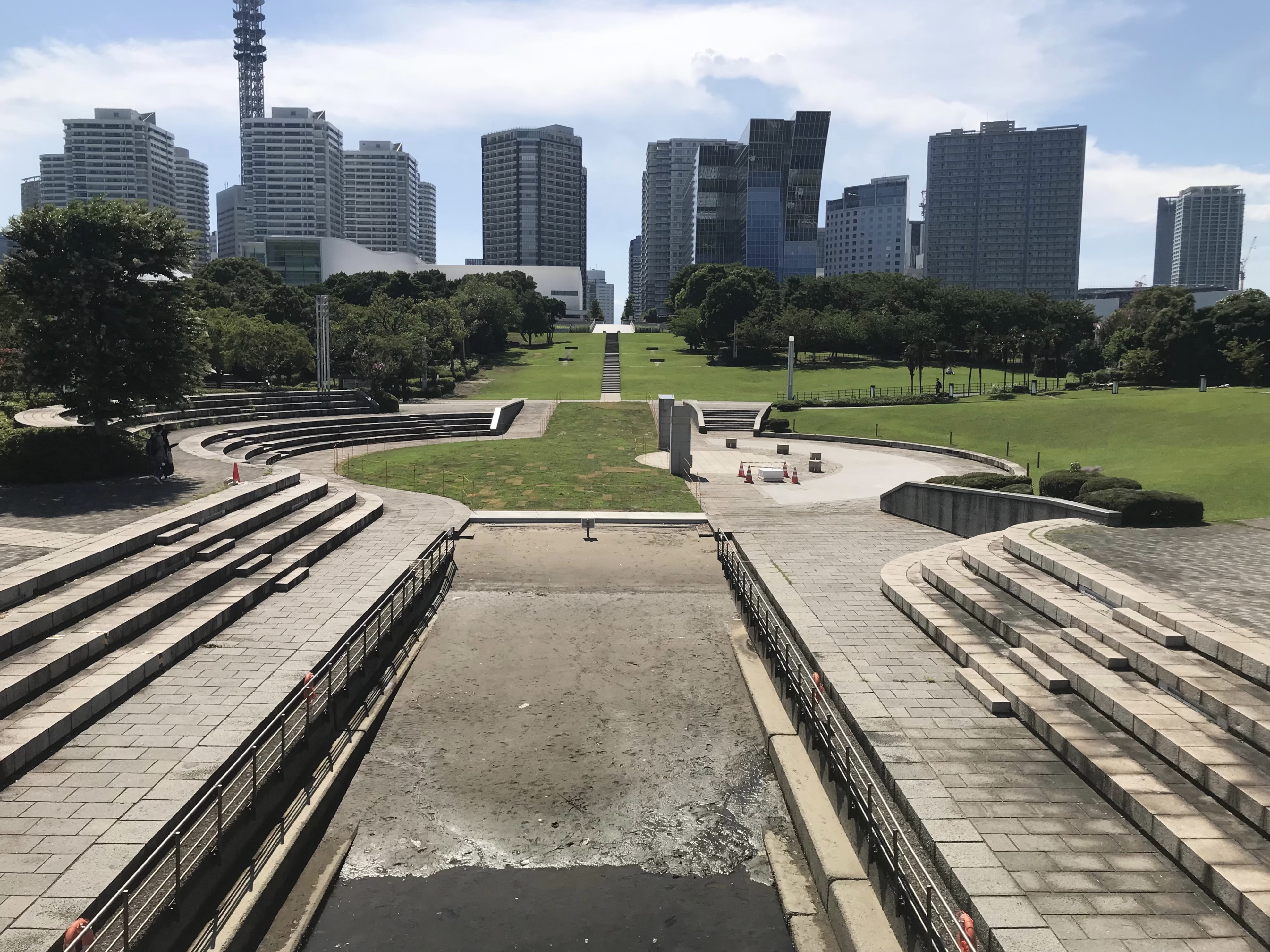
Staw pływowy
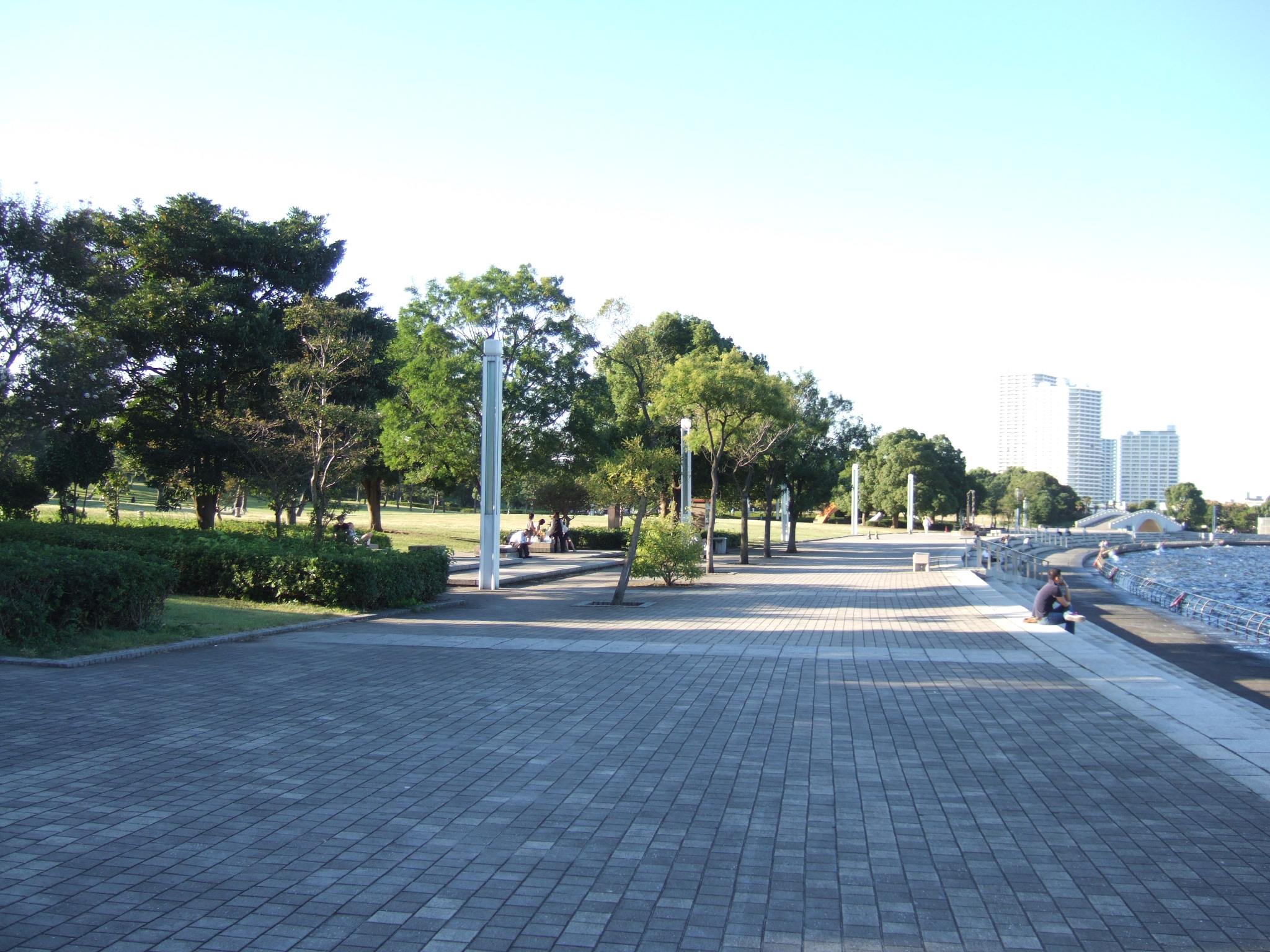
Linia brzegowa
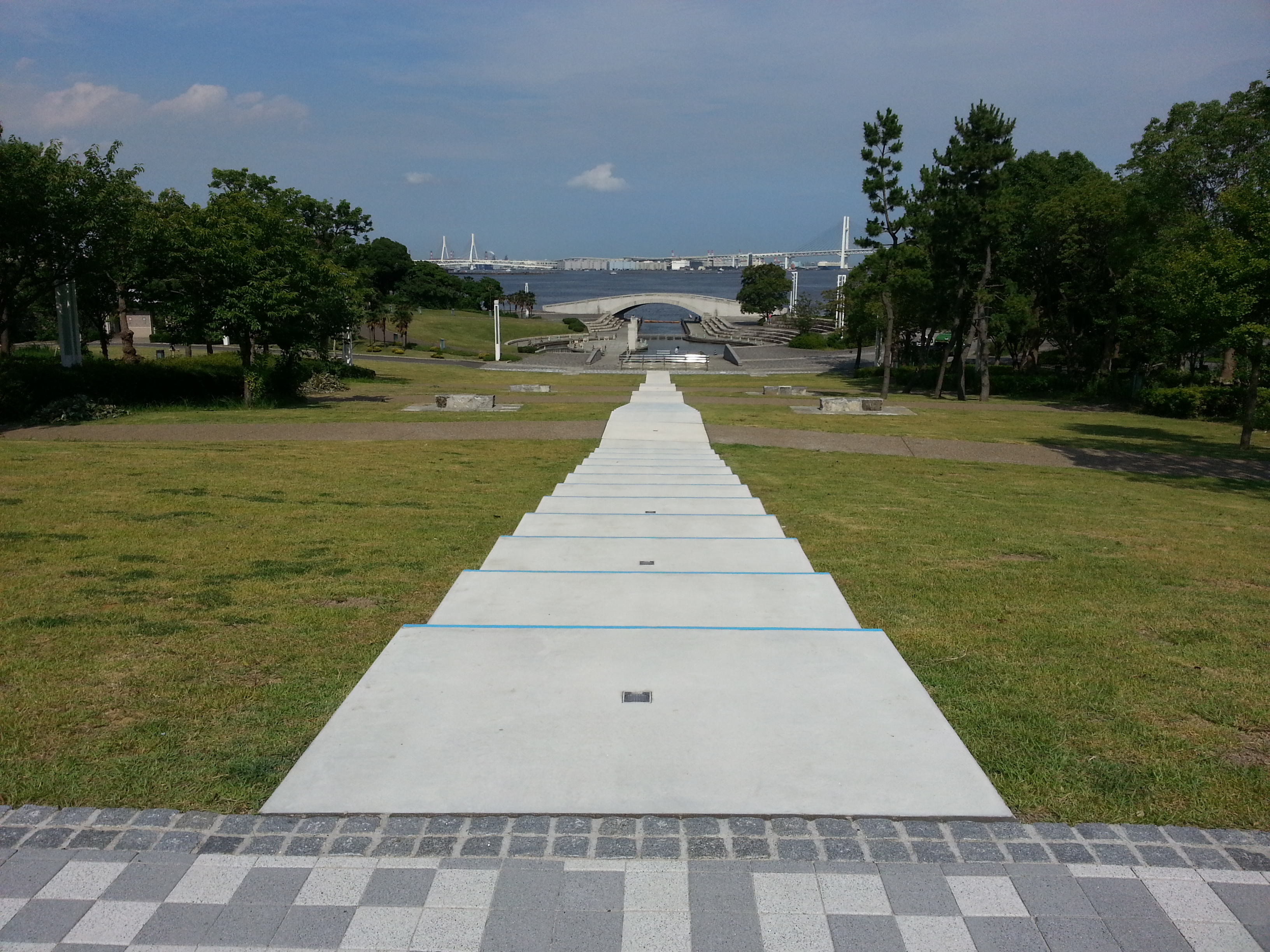
Schody prowadzące do stawu pływowego